# Madrigal (episodio de Breaking Bad)
"Madrigal" es el segundo episodio de la quinta temporada de la serie de drama criminal de televisión estadounidense Breaking Bad, y el episodio 48 en general. Escrito por el creador de la serie Vince Gilligan y dirigido por Michelle MacLaren, se estrenó originalmente en AMC en los Estados Unidos el 22 de julio de 2012.
"Madrigal" fue visto por aproximadamente 2,29 millones de espectadores estadounidenses, bajando levemente de los números del episodio anterior.

## Trama
En Hannover, Alemania, Peter Schuler, un ejecutivo de Madrigal Electromotive GmbH, la empresa matriz de Los Pollos Hermanos, se suicida con un desfibrilador portátil después de que la policía llega para interrogarlo sobre sus vínculos de larga data con el ahora fallecido Gus Fring. 
De regreso en Albuquerque, Jesse llama a Walt ya que está en pánico por el desaparecido cigarrillo de ricina, preocupado de que alguien lo encuentre y se envenene. Walter esconde el vial de ricina real detrás de una tapa de toma de corriente en su casa y crea uno falso, plantándolo en el Roomba de Jesse cuando lo ayuda a buscarlo en su casa. Jesse lo encuentra y lamenta entre lágrimas lo que cree que es su propia estupidez, y se disculpa con Walt por sospechar que envenenó a Brock.
Decididos a continuar su negocio, Walt y Jesse visitan a Mike y le ofrecen participar en una sociedad igualitaria a tres bandas en una nueva operación de metanfetamina. Mike se niega, explicando que Walt es una "bomba de tiempo" peligrosa y que no tiene intención de esperar hasta que él haga pedazos todo lo que lo rodea. Saul Goodman sugiere que con la eliminación de Gus, Walt puede abandonar el tráfico de drogas de manera segura y limpia. Sin embargo, Walt justifica reiniciar el negocio al afirmar que es una oportunidad de oro que no puede permitirse dejar atrás, ya que en realidad tiene una deuda de $40,000 dólares con Jesse después de que Skyler le dio más de $600,000 a Ted Beneke y pagó la terapia física de Hank. Pero el principal obstáculo para el plan de regreso de Walt y Jesse es la necesidad de una nueva fuente de metilamina, el precursor de su versión prémium de metanfetamina.
Mientras tanto, Hank participa en una reunión entre la DEA y el director ejecutivo de Madrigal, quien afirma que Schuler era un criminal solitario dentro de la empresa y promete una cooperación total. El jefe de Hank, ASAC George Merkert, revela que sus superiores lo están obligando a dejar su trabajo como castigo por no prestar atención a las advertencias de Hank sobre Gus. Merkert reflexiona sobre su amistad con Gus y se pregunta en voz alta quién más podría estar llevando una doble vida, lo que de repente parece tocar la fibra sensible de un Hank pensativo.
Mike se reúne con una joven ejecutiva de Madrigal con sede en Houston llamada Lydia Rodarte-Quayle, que también se encontraba en esa reunión; con algo de nerviosismo, le pide que mate a once hombres de la operación de Gus para atar cabos sueltos. Mike se niega, ya que Gus les pagó lo suficiente para que mantuvieran la boca cerrada. Sin embargo, cuando lo llaman para reunirse con Hank y Steve Gomez, Mike se entera de que las autoridades se han apoderado de todas las cuentas en el extranjero que Gus había establecido para los subordinados clave en su operación de metanfetamina. Mike también se ve afectado ya que su cuenta (establecida a nombre de su nieta Kaylee) tenía un valor de $2 millones de dólares. En el camino de Mike a su entrevista en las oficinas de la DEA, se encuentra con Duane Chow, el proveedor de metilamina de Gus, visiblemente asustado, que acababa de salir de su propia entrevista con la DEA.
Más tarde, Chow invita a Mike a su casa para que lo ayude por el dinero que la DEA confiscó. Mike sospecha correctamente que se trata de una trampa y salta sobre Chris, uno de sus antiguos hombres, que ya ha matado a Chow. Chris le explica que Lydia lo había contratado para matar a todos después de que se negara, ya que necesita el dinero. Mike mata a Chris y luego irrumpe en la casa de Lydia en Houston. Cuando está a punto de ejecutarla, las súplicas de pánico de Lydia sobre su hija lo detienen. Decide perdonarle la vida a Lydia a cambio de que se convierta en la nueva proveedora de metilamina de Walt. Mike llama a Walt y acepta integrarse a la sociedad en la nueva operación de metanfetamina.
Skyler se ha paralizado por sentimientos de miedo abrumador e impotencia ante el tipo de persona en la que se ha convertido Walt. Walt se une a Skyler en la cama para pasar la noche, explicando suavemente por qué es mejor que ella acepte la nueva fase en la que han entrado sus vidas, y nuevamente insinúa remordimiento por lo que le sucedió a Ted. A pesar de que su espalda todavía está frente a él, Walt continúa asegurando a Skyler que las cosas están mucho mejor de lo que ella cree, y comienza a hacer insinuaciones sexuales no solicitadas hacia Skyler, quien permanece completamente callada.

## Producción
El creador y escritor de episodios de Breaking Bad, Vince Gilligan, habló sobre la apertura del episodio en Madrigal: "Siempre nos gusta sorprender a nuestros espectadores, y la idea de abrir repentinamente en Alemania parecía divertida. También queríamos empezar mostrándote el negocio de Madrigal, la empresa que financió a Gus Fring. ¿Madrigal es todo corrupto? ¿O fueron solo un par de ejecutivos?". También habló sobre Jonathan Banks, quien fue el foco principal del episodio, y la evolución de Mike a lo largo de la serie: "Es un testimonio de los grandes actores de este programa– Aaron Paul, Dean Norris que interpreta a Hank– que esos personajes se volvieron más importantes con el tiempo. Jonathan Banks está simplemente fantástico en el papel". Cuando se le preguntó si Mike estaba viendo The Caine Mutiny en el episodio, Vince dijo: "Esa es The Caine Mutiny, una de mis películas favoritas. Tuve mucha suerte con eso, en realidad, porque puede ser muy costoso usar clips de películas, razón por la cual no ves demasiados clips en el programa. Pero Caine Mutiny es propiedad de Sony / Columbia, nuestra empresa matriz. Y sí, puede tener alguna conexión con el lugar donde se encuentra Walt en este momento". El episodio marca la primera aparición de Lydia Rodarte-Quayle, interpretada por Laura Fraser.
Se hicieron varios nombres falsos de cadenas de restaurantes para la sede de Madrigal. Uno de estos, "Burger Matic", en realidad fue tomado del trabajo anterior de Gilligan, Home Fries.

## Recepción

### Calificaciones
El episodio fue visto por aproximadamente 2,29 millones de espectadores estadounidenses en su transmisión original, teniendo una baja de los índices de audiencia más altos de la serie de 2,93 millones de espectadores la semana anterior. Este recuento de espectadores se comparó más tarde con "Fifty-One".

### Recepción de la crítica
Ken Tucker de Entertainment Weekly calificó a "Madrigal" como "excelente", afirmando: "Una de las formas de la interminable fascinación de Breaking Bad es la forma en que despliega mapas de interdependencia. A ciertos personajes les puede gustar verse a sí mismos como agentes independientes, como lobos solitarios, pero todos dependen de alguien más– los errores de otra persona, o una rara punzada de buena conciencia– y por lo tanto debe seguir siendo parte de un grupo. Es una metáfora trenzada de las razones por las que formamos sociedades". Sin embargo, deseaba que el episodio terminara "con más fuerza" con Mike haciendo la llamada telefónica reticente a Walt, en lugar de terminar con la escena del dormitorio de Walt/Skyler. Matt Richenthal de TV Fanatic le dio al episodio 4.8 de 5 estrellas y comentó: "A través de su atención a los detalles, la dirección y el diálogo, Breaking Bad posee una extraña habilidad para cautivar y cautivar. No puedes evitar invertir en cada momento". También comentó sobre la actuación de Jonathan Banks: "En general, esta semana fue un excelente escaparate para Jonathan Banks. Su interpretación de Mike pinta la imagen de un criminal de carrera exasperado que sobresale en el juego.... y se resigna a su destino. Él es chistoso... y de alguna manera se las arregla para ser el centro moral de esta operación, a pesar de su voluntad de matar y matar y matar".
Matt Zoller Seitz de Vulture citó el episodio como un ejemplo de gran dirección en televisión, afirmando que "no contenía ni una sola toma aburrida" y recuerda estilísticamente a las películas de suspenso de Alan J. Pakula a través del "sentido del espacio, la luz y el ritmo" de Michelle MacLaren.
The Ringer clasificó a "Madrigal" como el 37º mejor episodio de la serie.